# 김동철 (기업인)
김동철(영어: Kim Dong Chul, 1953년~)은 미국의 기업인이다.

## 생애
1953년 대한민국 서울특별시에서 태어난 그는 1980년에 미국으로 이주한 뒤 침례교 목사가 된 후 미국 시민권을 취득했으며, 미국 버지니아주 페어팩스에 정착했다.
이후 조선민주주의인민공화국에 입국한 그는 간첩 활동을 하다가 2015년 10월에 조선민주주의인민공화국 정부에 의해 구속된 뒤 2018년 5월 9일에 풀려났다.